# Tupãssi
Tupãssi ist ein brasilianisches Munizip im Westen des Bundesstaats Paraná. Es hat 8.077 Einwohner (2022), die sich Tupãssienser nennen. Seine Fläche beträgt 300 km². Es liegt 549 Meter über dem Meeresspiegel.

## Etymologie
Der Name stammt von der Tupãssi-Farm, die der Colonizadora Norte do Paraná in Mato Grosso gehört. Der Name kokmmt aus dem Tupi und bedeutet Mutter des Blitzgottes.
Zur Zeit der ersten Siedler wurde der heutige Gemeindesitz noch Gleba Quatro Lambari oder auch Memória, Gleba Quatro oder Colônia Pindorama genannt.

## Geschichte

### Besiedlung
Der Ursprung der Stadt Tupãssi geht auf das Ende der 1940er und Anfang der 1950er Jahre zurück, als die ersten Siedler aus den Bundesstaaten Rio Grande do Sul, Santa Catarina, São Paulo und Minas Gerais in das Gebiet kamen. Verschiedene ethnische Gruppen wie Italiener, Deutsche und Portugiesen gründeten die späteren Siedlungen.
Als die Pioniere ankamen, gehörte das Gebiet noch zum Munizip Guaíra. Im Jahr 1960 wurde es Teil des Munizips Toledo und 1966 des Munizips Assis Chateaubriand.

### Erhebung zum Munizip
Tupãssi wurde durch das Staatsgesetz Nr. 7270 vom 27. Dezember 1979 aus  Assis Chateaubriand ausgegliedert und in den Rang eines Munizips erhoben. Es wurde am 1. Februar 1983 als Munizip installiert.

## Geografie

### Fläche und Lage
Tupãssi liegt auf dem Terceiro Planalto Paranaense (der Dritten oder Guarapuava-Hochebene von Paraná). Seine Fläche beträgt 300 km². Es liegt auf einer Höhe von 549 Metern.

### Vegetation
Das Biom von Tupãssi ist Mata Atlântica.

### Klima
Das Klima ist gemäßigt warm. Es werden hohe Niederschlagsmengen verzeichnet (1.863 mm pro Jahr). Im Jahresdurchschnitt liegt die Temperatur bei 21,1 °C. Die Klimaklassifikation nach Köppen und Geiger lautet Cfa.

### Gewässer
Tupãssi liegt im Einzugsgebiet des Rio Piquiri. Der Rio Alivio bildet mit seinem Quellfluss Rio do Peixe die westliche Grenze des Munizips. Der Rio Boi Pigua begrenzt das Munizip im Osten.

### Straßen
Tupãssi ist über die PR-581 mit den Staatsstraßen verbunden, die nach Toledo im Südwesten und Cascavel im Süden führen.

### Nachbarmunizipien
|        | Assis Chateaubriand                         |                            |
|        | Kompassrose, die auf Nachbargemeinden zeigt | Nova Aurora und Cafelândia |
| Toledo | Cascavel                                    |                            |

## Stadtverwaltung
Bürgermeister: Luiz Carlos Beletti, PL (2021–2024)
Vizebürgermeister: Valdecir Acco, PP (2021–2024)

## Demografie

### Bevölkerungsentwicklung
| Jahr | Einwohner | Stadt | Land |
| ---- | --------- | ----- | ---- |
| 1991 | 8.829     | 61 %  | 39 % |
| 2000 | 8.018     | 68 %  | 32 % |
| 2010 | 7.997     | 79 %  | 21 % |
| 2022 | 8.077     |       |      |

Quelle: IBGE, bis 2010: Volkszählungen und Volkszählung 2022

### Ethnische Zusammensetzung
| Gruppe * | 1991    | 2000    | 2010    | wer sich als …                                                                   |
| --- | ------- | ------- | ------- | -------------------------------------------------------------------------------- |
| Weiße | 83,2 %  | 80,9 %  | 71,8 %  | weiß bezeichnet                                                                  |
| Schwarze | 3,1 %   | 3,3 %   | 1,5 %   | schwarz bezeichnet                                                               |
| Gelbe | 0,2 %   | 0,9 %   | 0,1 %   | von fernöstlicher Herkunft wie japanisch, chinesisch, koreanisch etc. bezeichnet |
| Braune | 13,5 %  | 14,6 %  | 26,5 %  | braun oder als Mischung aus mehreren Gruppen bezeichnet                          |
| Indigene | 0,0 %   | 0,3 %   | 0,1 %   | Ureinwohner oder Indio bezeichnet                                                |
| ohne Angabe | 0,0 %   | 0,0 %   | 0,0 %   |                                                                                  |
| Gesamt | 100,0 % | 100,0 % | 100,0 % |                                                                                  |
| *) Das IBGE verwendet für Volkszählungen ausschließlich diese fünf Gruppen. Es verzichtet bewusst auf Erläuterungen. Die Zugehörigkeit wird vom Einwohner selbst festgelegt. |         |         |         |                                                                                  |

Quelle: IBGE, bis 2010: Volkszählungen und Volkszählung 2022